# Сидония Атанасова
Сидония Илиева Атанасова е българска художничка графичка.

## Биография
Сидония Атанасова е родена на 21 март 1909 г. в семейството на офицера Илия Атанасов и съпругата му Райна – учителка по професия. През 1936 г. завършва специалност декоративно изкуство в Художествената академия в София, където нейни преподаватели са проф. Никола Кожухаров, проф. Васил Захариев и Стефан Баджов.
Между 1939 и 1946 г. Сидония Атанасова работи като учител по рисуване в Пазарджик, Дупница, Разград, Ловеч и Плевен, където е член-съосновател на Плевенското дружество на художниците. Членува в Дружеството на независимите художници.

## Творчество
Твори основно гравюра на дърво. Предпочитани от нея жанрове са пейзажът, портретът, битовите и историческите сюжети. Пресъздава изгледи от старинни български градове и села с традиционна архитектура като Копривщица, Пловдив, Мелник, Балчик, Боженци, Тетевен, Плевен. Разработва исторически сюжети като Априлското въстание и Руско-турската война (1877 – 1878).

## Изложби
От 1948 г. участва в окръжни изложби в Плевен, общи художествени изложби в София и задгранични изложби на българското изкуство в Белград, Берлин, Будапеща, Варшава, Виена, Дрезден, Ерфурт, Мексико, Москва, Париж, Пилзен, Прага, Ростов на Дон, Хале, Кемниц, Чикаго. През 1979 г. в София е организирана нейна юбилейна изложба и е издаден каталог с избрани нейни картини. През 2009 г. изложба по повод 100-годишнината от рождението ѝ е направена в Регионален исторически музей, Враца.

## Колекции
Творби на Сидония Атанасова са притежание на Националната художествена галерия, Софийската градска художествена галерия, художествените галерии във Варна, Видин, Враца, Плевен, Смолян, Стара Загора, в Дрезденската художествена галерия, в музея „Ростов на Дон“ и частни колекции.

## Признание и награди
Лауреат е на множество награди, сред които:
- 1956 – I награда на окръжна изложба в Плевен,
- 1966 – I награда за участие в общата художествена изложба на СБХ,
- 1967 – орден „Червено знаме на труда“,
- 1968 – орден „Кирил и Методий“ – I степен,
- 1979 – награда за графика на СБХ на името на Веселин Стайков,
- 1979 – орден „Народна република България“ – II степен.[1]

През 1974 г. монографичен очерк за Атанасова пише изкуствоведката Дора Каменова.